# Elativus
Az elativus (a latin efferre „kihozni”-ból) egy a nyelvtani esetek közül. Egyes nyelvekben valamilyen zárt helyből, helyiségből kifelé mutató irányt, vagy egyéb hasonló jelentést jelöl; a magyarban a „-ból/-ből” toldalékos szóalak (mint pl. a  házból, kertből) neve.

## Az egyes nyelvekben

### Finnugor nyelvek
A finn nyelvben az elativust a „-sta/-stä” toldalékkal képzik, a közeli rokonságban álló észtben pedig a „-st”-tel:
- finn „talo.sta” – a házból;
- észt „maja.st” – a házból.

A beszélt finn egyes nyelvjárásaiban közkeletű az utolsó magánhangzó elhagyása, így a toldalék ott is „-st”-ra rövidül: „talost' ”.